# Seis días de Charleroi
Los Seis días de Charleroi era una carrera de ciclismo en pista, de la modalidad de seis días, que se disputaba en Charleroi (Bélgica). Su primera edición data de 1967 y se celebró hasta 1969, con tan solo tres ediciones.

## Palmarés
| Año  | Ganadores                      | Segundos                        | Terceros                        |
| ---- | ------------------------------ | ------------------------------- | ------------------------------- |
| 1967 | Patrick Sercu Ferdinand Bracke | Norbert Seeuws Théo Verschueren | Giuseppe Beghetto Klaus Bugdahl |
| 1968 | Eddy Merckx Ferdinand Bracke   | Robert Lelangue Julien Stevens  | Rik Van Looy Patrick Sercu      |
| 1969 | Norbert Seeuws Patrick Sercu   | Eddy Merckx Julien Stevens      | Rudi Altig Ferdinand Bracke     |

Fuentes: Memoire du cyclisme y Cyclebase